# Олымчик (Липецкая область)
Олы́мчик — упразднённая деревня на территории Берёзовского сельского совета Тербунского района Липецкой области. Исключена из учётных данных в 2001 г.

## География
Располагалась не реке Берёзовец в 4 километрах восточнее центра села Берёзовка.

## История
Основана в средине XIX века выходцами из деревни Никольское как деревня Вы́селки. К концу XIX века стала именоваться деревней Шишко́ва, с начала XX века — Олымчик. В 1950-х годах в деревне проживало около 150 человек, в дальнейшем происходит уменьшение численности населения. В конце 1990-х годов деревню покинули последние жители.
До настоящего времени сохранились остатки нескольких строений.